# Церква святої Параскеви П'ятниці (Тростянець)
Церква святої Параскеви П'ятниці в Тростянці — парафія і храм греко-католицької громади Залозецького деканату Тернопільсько-Зборівської архієпархії Української греко-католицької церкви в селі Тростянець Тернопільського району Тернопільської области.
Давній храм оголошений пам'яткою архітектури місцевого значення.

## Історія церкви
Найдавніші згадки про парафію датуються 1880 роком. Храм, збудований у 1893 році, був зруйнований через 50 років внаслідок військових дій. З 1956 року богослужіння проводяться у перебудованому костелі. У 1986 році для нього було виготовлено іконостас за кошти місцевих парафіян та вірян із навколишніх сіл.
Парафія належала УГКЦ до 1946 року. З 1956 по 1989 рік вона перебувала у структурі РПЦ, а у 1990 році, після виходу УГКЦ з підпілля, парафія і храм знову повернулися в її лоно. У 2012 році храм освятив владика Василій Семенюк під час візитації парафії.
При церкві діють: Вівтарна і Марійська дружини, а також братство «Пресвятого Серця Ісусового». На парафії є хрест на честь скасування панщини та каплиця, споруджена на пам'ять про зруйновану церкву.

## Парохи
- о. Тадей Кунцевич (1880—1905),
- о. Іван Цебровський (1935—1936),
- о. Станіслав Град (1939),
- о. Іван Гнатів (1939—1946),
- о. Теодор Басок (1960—1961),
- о. Микола Познахівський (1946—1960),
- о. Богдан Кирич (1989—1996),
- о. Василь Кишенюк (1995—2002),
- о. Степан Гарбіч (адміністратор з 2002).